# Mike Wozniak
Michael James Wozniak, född 8 november 1979, är en brittisk komiker. Innan sin karriär som komiker arbetade han som läkare.

## Biografi
Wozniak föddes i Oxford men växte upp i Portsmouth och har en tvillingsyster. Han har polsk härkomst som han återkom mycket till i sitt tidiga material som komiker.
Han studerade medicin vid St George's på University of London och arbetade sedan som läkare i flera år där efter examen. Samtidigt var han med i en komikergrupp som gjorde sketcher och uppträdde på amatörnivå. Han började parallellt med ståuppkomik och beslutade sig en bit in på  00-talet att försöka arbeta heltid med komedi.
Wozniak vann "Amused Moose Laugh-Off-tävlingen" vid Edinburgh Festival Fringe 2008, och han nominerades till komedipriset för bästa nykomling samma år. År 2013 nominerades hans föreställning Take The Hit till Edinburgh Best Comedy Show 2013.
Den första stora rollen på tv kom 2013 när han castades till serien Man Down, av och med Greg Davies.
När den första versionen av Bäst i test England, Taskmaster, genomfördes live på Edinburgh Fringe 2010 var Wozniak med och lyckades vinna. Han var sedan med i serie elva på Channel 4 och kom tvåa. År 2024 skapades en version för barn, Junior Taskmaster, och han utsågs till sidekick åt taskmastern Rose Matafeo.
Han har varit deltagare i flera underhållningsprogram  som Would I Lie to You? och The Great Celebrity Bake Off samt gjort flera olika podcast. Bland annat startade han podcasten Three Bean Salad som vann "Bästa komedipod" vid Chortle Awards 2024.